# Gara Negru Vodă
Gara Negru Vodă este o gară care deservește orașul Negru Vodă, România.